# United Football League (2007-2012)
Ne doit pas être confondu avec United Football League (2024).
L’United Football League (ou UFL) était une ligue de football américain basée aux États-Unis, fondée en 2007 dans le but de concurrencer la toute puissante National Football League (NFL). La ligue a cessé toute activité en 2012.

## Le projet
L’idée de faire de la concurrence à la NFL n’est pas nouvelle, d’autres ligues ont essayé par le passé avec toujours le même constat, des échecs cuisants. L’UFL espère profiter notamment d’un éventuel lock out (grève des joueurs) en 2011. En effet, l’accord entre le syndicat des joueurs et les propriétaires arrive à échéance. Si aucun accord n’est trouvé avant cette date, les américains seront privés de NFL.
Cependant l’UFL ne mise pas uniquement sur les déboires éventuels de la NFL, la ligue a soigneusement choisi les implantations de ses franchises, en choisissant toujours des villes où la NFL n’est pas présente (exception de New York lors de la saison inaugurale). La ligue avait identifié 21 villes, avec de solides bases économiques, aux habitants passionnés de football américain et avec un nombre élevé de ménages possédant la télévision, qui sont des emplacements potentiels pour les équipes de la ligue. Les villes ciblées sont Austin ; Birmingham ; Columbus ; Hartford ; Las Vegas ; Londres ; Los Angeles ; Louisville ; Memphis ; Mexico ; Milwaukee ; Monterrey ; New York ; Oklahoma City ; Orlando ; Portland ; Raleigh-Durham ; Sacramento ; Salt Lake City ; San Antonio ; et San José. De plus, l’organisation centralisée des franchises notamment dans le domaine financier pour éviter les erreurs de gestion commises par le passé dans les autres ligues.
L'UFL avait initialement prévu de commencer avec huit équipes jouant dans des sites ciblés à l'automne de 2008. T. Boone Pickens et Mark Cuban avaient d'abord été engagés dans la ligue en tant que propriétaires, mais ils se sont retirés avant le début de la saison 2009. Le 9 février 2009, il a été annoncé que Paul Pelosi, le mari de l'ex-présidente de la Chambre des représentants des États-Unis Nancy Pelosi, a été l'un des quatre investisseurs qui s'étaient portés volontaires pour investir 10 millions $. La ligue était sous la direction générale de William Hambrecht, un ancien de Wall Street, personnage qui avait vendu son ancienne firme, Hambrecht & Quist, pour ce qui était alors la Chase Manhattan Bank pour $ 1,35 milliard en 1999.
Enfin, plusieurs rumeurs ont fait état d’un rapprochement entre les deux ligues. La NFL voyant l’UFL comme une potentielle ligue de développement, ou bien une assurance en cas de grève des joueurs. Toutefois, la NFL a nié ces informations tout comme l’UFL.

## 2009: la saison inaugurale
Lors de la première saison en 2009, quatre équipes (les Sentinels de New York, les Redwoods de la Californie, les Tuskers de la Floride et les Locomotives de Las Vegas) ont participé au championnat organisé par l’UFL. La saison régulière de 6 match donne accès à la finale, dans laquelle les Locomotives de Las Vegas battent les Tuskers de la Floride au Sam Boyd Stadium (le 27 novembre 2009, en 20–17 (a.p.)), devenant ainsi les premiers champions de l’histoire de l’United Football League.
| Franchise                 | Victoires | Défaites | Nuls |
| ------------------------- | --------- | -------- | ---- |
| Tuskers de la Floride     | 6         | 0        | 0    |
| Locomotives de Las Vegas  | 4         | 2        | 0    |
| Redwoods de la Californie | 2         | 4        | 0    |
| Sentinels de New York     | 0         | 6        | 0    |

## Saison 2010
Les Sentinels de New York sont devenus les Colonials de Hartford, après un vote en ligne auprès des fan, et les Redwoods de la Californie sont devenus les Mountain Lions de Sacramento, nom issu aussi d'un vote de fan.
| Franchise                    | Ville                  | Stade              |
| ---------------------------- | ---------------------- | ------------------ |
| Tuskers de la Floride        | Orlando, Floride       | Citrus Bowl        |
| Colonials de Hartford        | Hartford, Connecticut  | Rentschler Field   |
| Locomotives de Las Vegas     | Las Vegas, Nevada      | Sam Boyd Stadium   |
| Nighthawks d'Omaha           | Omaha, Nebraska        | Rosenblatt Stadium |
| Mountain Lions de Sacramento | Sacramento, Californie | Hornet Stadium     |

| Franchise                    | Victoires | Défaites | Nuls |
| ---------------------------- | --------- | -------- | ---- |
| Locomotives de Las Vegas     | 5         | 3        | 0    |
| Tuskers de la Floride        | 5         | 3        | 0    |
| Mountain Lions de Sacramento | 4         | 4        | 0    |
| Colonials de Hartford        | 3         | 5        | 0    |
| Nighthawks d'Omaha           | 3         | 5        | 0    |

La finale se déroule au Rosenblatt Stadium le 27 novembre 2010, et voit les Locomotives de Las Vegas s’imposer face aux Tuskers de la Floride sur un score de 23 à 20.

## Saison 2011
En 2011, la franchise des Tuskers de la Floride disparaît, mais tous les éléments (joueurs, staff, etc.) rejoignent la nouvelle équipe des Destroyers de la Virginie. Après cela, la ligue a réduit son projet de huit équipes à six équipes, avec Portland dans l'Oregon, Salt Lake City et le nouveau prétendant Chattanooga, dans le Tennessee. Cependant le calendrier de la saison 2011, publié le 9 juin 2011, a confirmé que la ligue serait bloquée à cinq équipes pour la saison, sans expansion, puis annonce le 10 août qu'il « suspend » les Colonials, repassant à quatre équipes. Jerry Glanville, un consultant UFL qui avait déjà été annoncé comme le nouvel entraîneur-chef des Colonials maintenant en suspension, a commencé une tournée d'écoute de Chattanooga, Salt Lake City et Jackson dans le Mississippi en octobre 2011 pour évaluer l'appui des potentiels futur franchises de l'UFL. Il a déclaré que des trois, « on a une équipe UFL et on peut en obtenir une autre ».
| Franchise                    | Ville                   | Stade              |
| ---------------------------- | ----------------------- | ------------------ |
| Tuskers de la Floride        | Orlando (Floride)       | Citrus Bowl        |
| Locomotives de Las Vegas     | Las Vegas (Nevada)      | Sam Boyd Stadium   |
| Nighthawks d'Omaha           | Omaha (Nebraska)        | Rosenblatt Stadium |
| Mountain Lions de Sacramento | Sacramento (Californie) | Hornet Stadium     |

| Franchise                    | Victoires | Défaites | Nuls |
| ---------------------------- | --------- | -------- | ---- |
| Locomotives de Las Vegas     | 3         | 1        | 0    |
| Tuskers de la Floride        | 3         | 1        | 0    |
| Mountain Lions de Sacramento | 1         | 3        | 0    |
| Nighthawks d'Omaha           | 1         | 3        | 0    |

## 2012 et au-delà
En 2011, la ligue a connu des problèmes financiers qui l'ont obligée à annuler certains matchs. L'année suivante, après plusieurs remaniements des calendriers et des équipes, l'UFL annule la saison 2012. D’après le chef des relations publiques Larry Weismann, la ligue avait toujours l'ambition de reprendre le calendrier annulé au printemps 2013, avant de reprendre la saison « normale » en automne.